# Паулени (Арђеш)
Паулени (рум. Păuleni) насеље је у Румунији у округу Арђеш у општини Шуичи. Oпштина се налази на надморској висини од 522 m.

## Становништво
Према подацима из 2002. године у насељу је живело 165 становника, од којих су сви румунске националности.